# تئاتر آستور پلیس
تئاتر آستور پلیس (انگلیسی: Astor Place Theatre) از سالن‌های نمایش در منهتن در نیویورک است که در سال ۱۹۶۸ پایه‌گذاری شد. تئاتر آستور پلیس در محله نوهو (شمال خیابان هوستون) واقع شده‌است. تئاتر آستور پلیس با توجه به ظرفیت آن از تئاترهای آف برادوی است.
ساختمان این تئاتر با سبک معماری احیای یونانی برای سکونت خانواده وندربیلت و خانواده آستور ساخته شده‌بود. این ساختمان در ۱۹۶۵ توسط بروس میلمن خریداری شد و در سال ۱۹۶۸ با نمایش هندی به دنبال برانکس است با بازی آل پاچینو کار خود را به عنوان تئاتر آغاز کرد. این سالن نمایش در سال ۲۰۰۱ توسط بلومن گروپ خریداری شد.